# Estación de Los Nietos
Los Nietos es una estación de ferrocarril de carácter terminal situada en la localidad española de Los Nietos, en el municipio de Cartagena (Región de Murcia). Cuenta con servicios de cercanías operados por Renfe Cercanías AM, siendo la terminal este de la línea C-4f (Cartagena-Los Nietos).

## Situación ferroviaria
Se encuentra en el punto kilométrico 19,6 de la línea férrea de ancho métrico Cartagena-Los Nietos. Se corresponde con la línea 08-360 - Cartagena Plaza Bastarreche-Los Nietos de la Red Ferroviaria de Interés General de España, según la nomenclatura de Adif. El tramo es de vía única sin electrificar.

## Historia
El origen de la estación está en la ampliación de la primitiva línea entre Cartagena y La Unión por parte de Ferrocarriles Españoles de Vía Estrecha (Feve), después de haber adquirido su titularidad y la explotación de los servicios de la línea. La extensión hasta la estación de Los Nietos se inauguró el 8 de noviembre de 1976. En esta situación, Ferrocarriles Españoles de Vía Estrecha (FEVE) se hizo cargo de la explotación en la estación, como ya venía haciéndolo en el resto de la línea desde 1972.
El 1 de enero de 2013, se disolvió la empresa Feve en un intento del gobierno por unificar vía ancha y estrecha, encomendándose la titularidad de las instalaciones ferroviarias a Adif y la explotación de los servicios ferroviarios a Renfe Operadora, distinguiéndose la división comercial de Renfe Cercanías AM para los servicios de pasajeros y de Renfe Mercancías para los servicios de mercancías.

## Servicios ferroviarios

### Cercanías
Forma parte de la línea C-4f Cartagena - La Unión - Los Nietos de Cercanías Murcia/Alicante, siendo una de sus terminales.